# Стивенс, Брэд
Брэд Стивенс (англ. Brad Stevens; род. 22 октября 1976, Индианаполис) — американский баскетбольный тренер, ныне занимает должность президента по баскетбольным операциям в клубе НБА «Бостон Селтикс». До этого работал главным тренером в «Бостон Селтикс» и Батлеровском университете, Индианаполис.

## Биография

### Ранние годы
Стивенс вырос в пригороде Индианаполиса Зайонсвилле, где он полюбил баскетбол. В возрасте пяти лет, прежде чем идти в детский сад, его отец часто отвозил в Блумингтон на игры «Индиана Хузерс».

### Карьера в Батлере
Карьеру игрока начал в Зайонсвилле, где играл за старшую школу Зайонсвилла. По окончании школы поступил в Университет ДеПоу (DePauw University), получив степень в области экономики. Несколько раз попадал в символическую сборную своей конференции и был трёхкратным номинантом на Academic All-America.

### Карьера в НБА

#### «Бостон Селтикс»
3 июля 2013 года, был официально назначен на должность главного тренера «Бостон Селтикс».

## Личная жизнь
Стивенс познакомился со своей женой Трейси, когда учился в университете Депау. Пара поженилась в августе 2003 года. У Стивенса и его жены двое детей, Кинсли и Брэди.
Брэд и Трейси участвуют в программе Американского онкологического общества «Тренеры против рака».